# Église Saint-Hilaire d'Oizé
L'église Saint-Hilaire d'Oizé est une église située à Oizé, dans le département français de la Sarthe.

## Historique
La construction de l'église Saint-Hilaire date de la fin du XIIe siècle et du début du XIIIe siècle. Elle est bâtie à l'endroit où les pèlerins venaient prier saint Hilaire au IVe siècle. Elle fut restaurée entre 1900 et 1904 par l'architecte Auguste Ricordeau. L'édifice est classé au titre des monuments historiques depuis le 29 avril 1994.

## Description

### Architecture
L'édifice possède notamment un chœur à voûte Plantagenêt du XIIe ou XIIIe siècle, et un intéressant portail sud datant de la fin de la période romane.

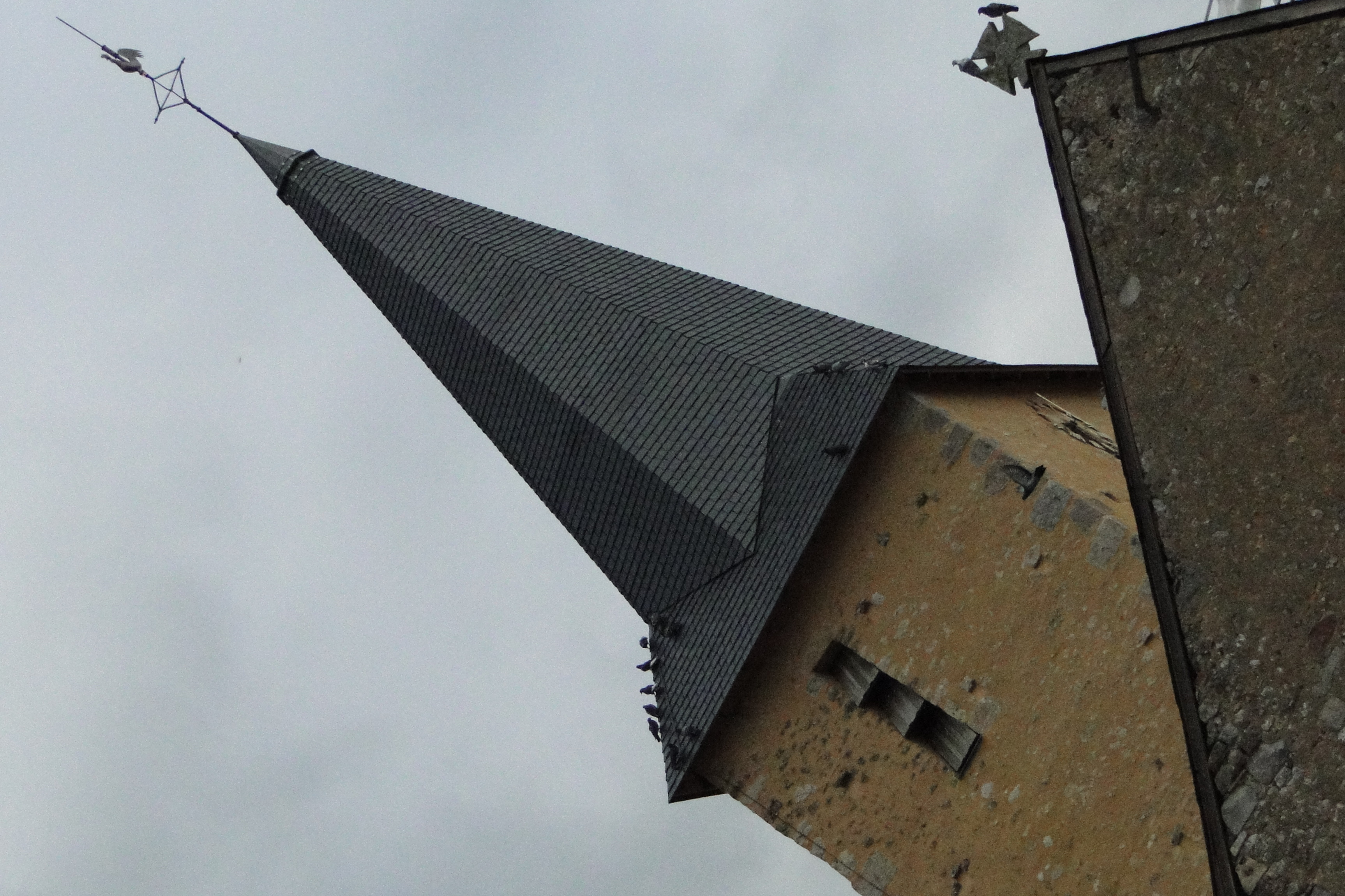
Le clocher de l'église.
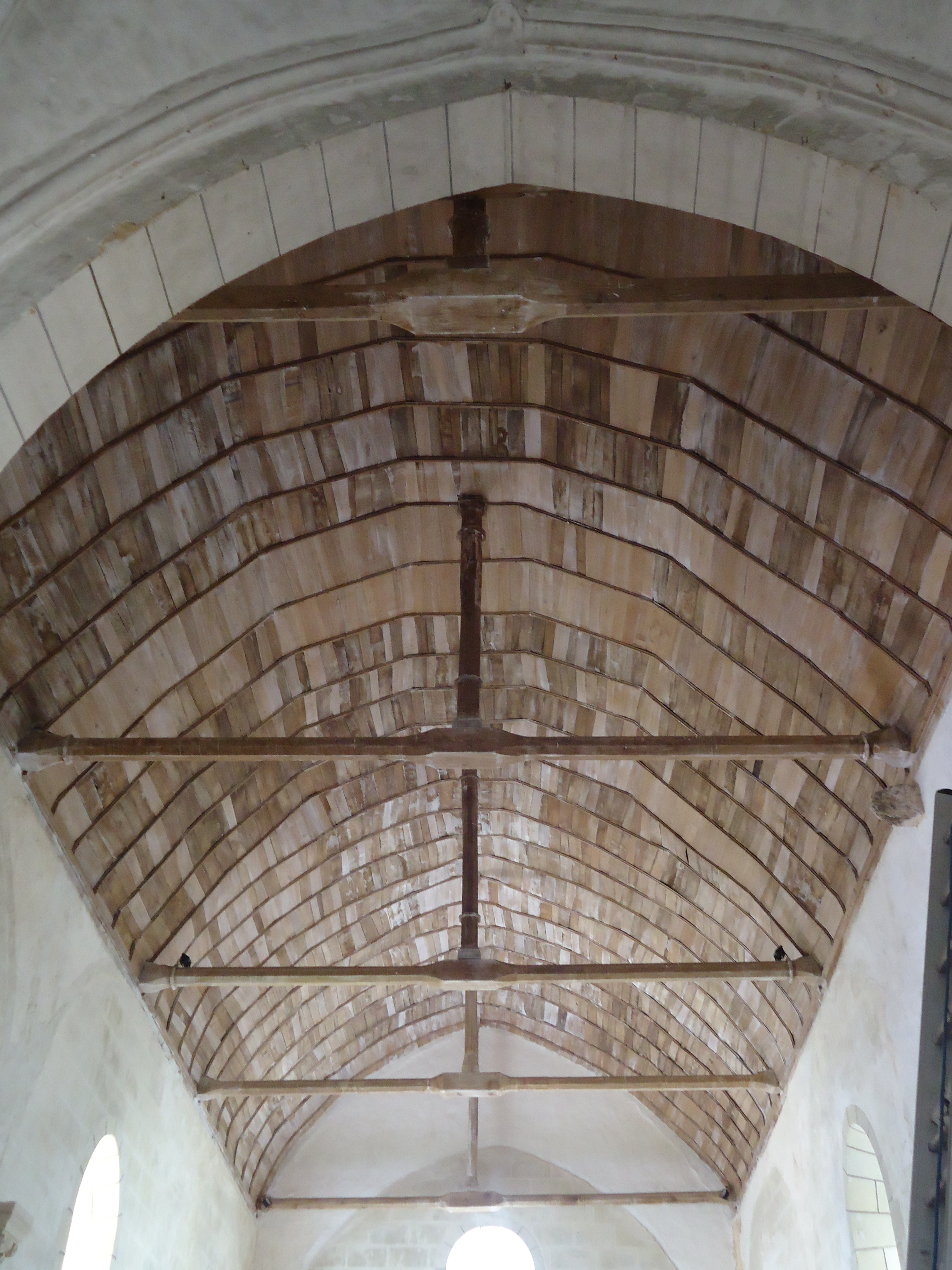
La charpente de la nef.

### Décoration et mobilier
L'église renferme une peinture monumentale du XIIIe siècle intitulée La Mort de Saint-Hilaire, classée monument historique au titre d'objet. Le saint est porté dans son tombeau par des moines et des évêques, parmi lesquels saint Martin. Au centre, au-dessus du tombeau, deux anges emportent l'âme du saint vers la Jérusalem céleste qui ressemble à la ville fortifiée du Mans. Le chœur abrite un retable, qui semble être du XVIIIe siècle, classé monument historique au titre d'objet.

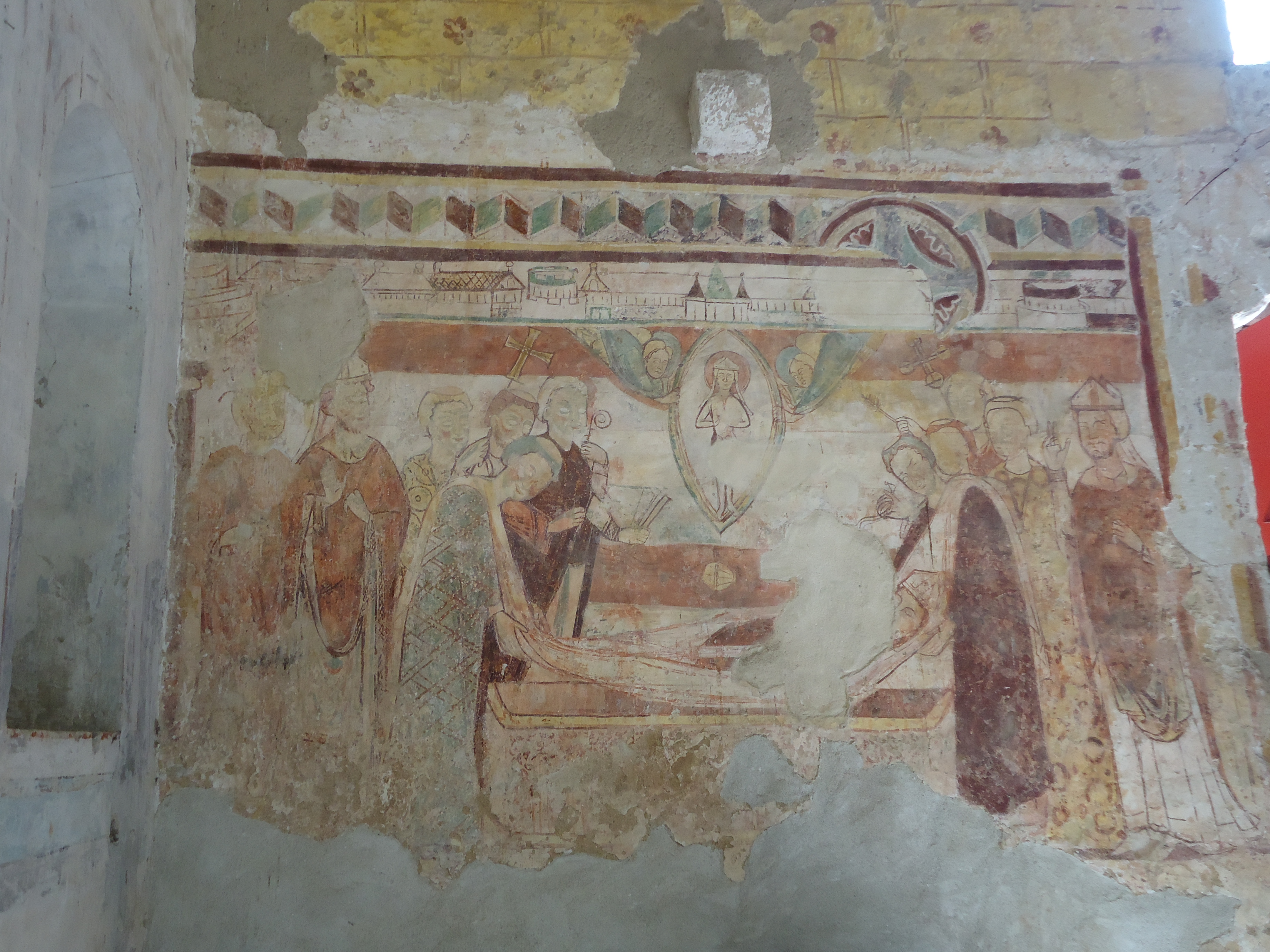
Peinture monumentale classée du XIIIe siècle.
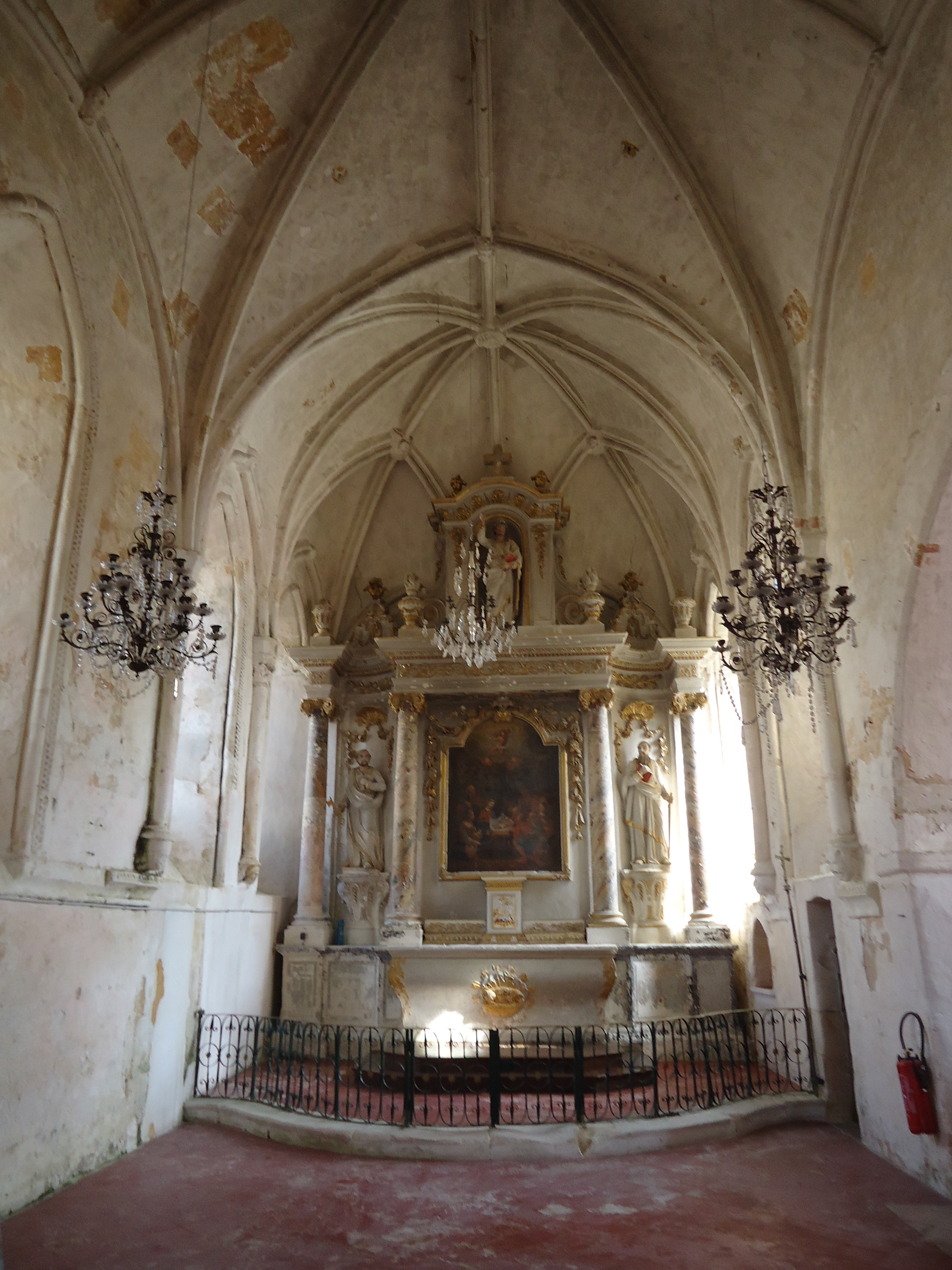
Le retable classé du XVIIIe siècle.
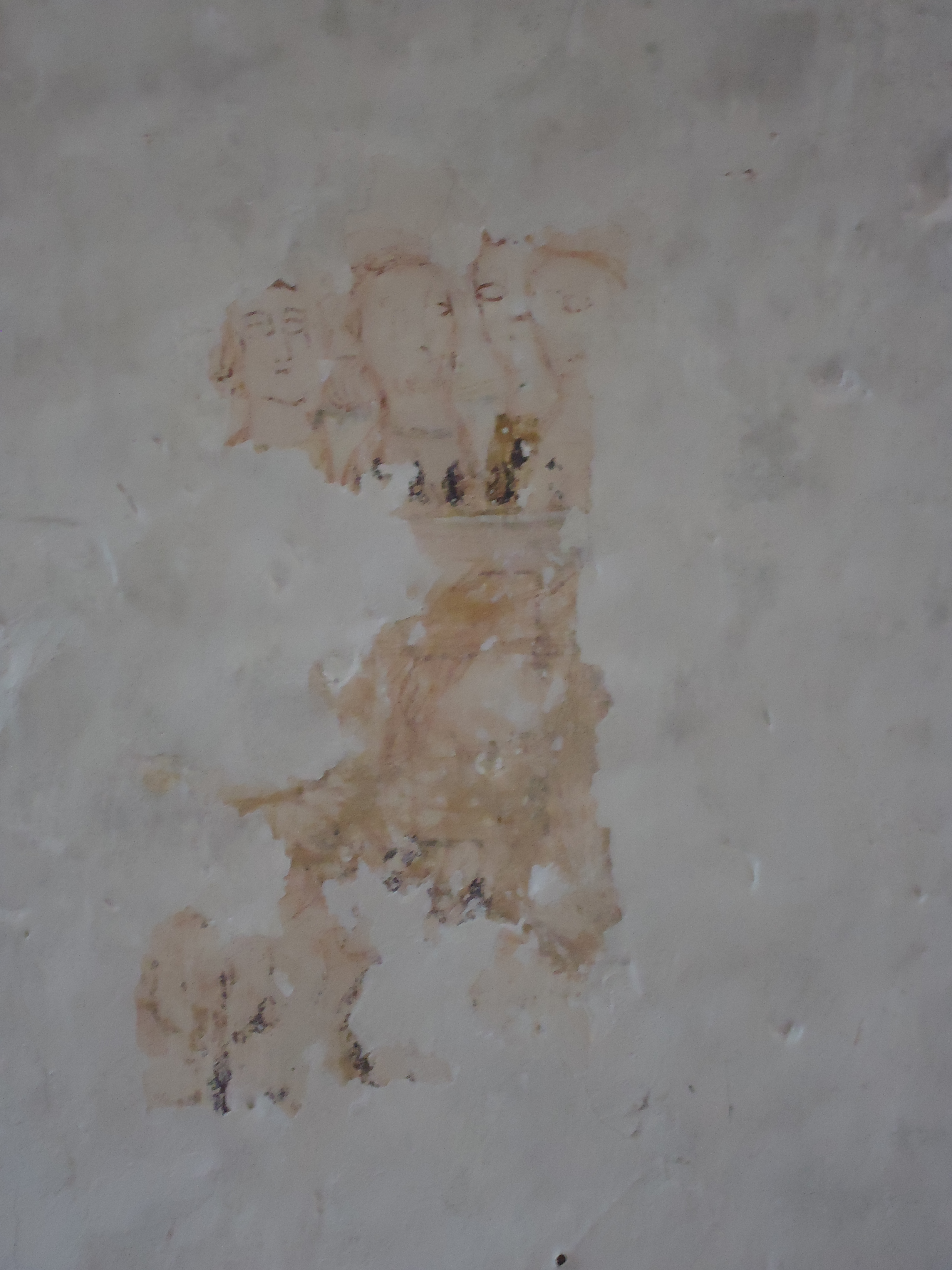
Une peinture murale.